# Enicospilus bantu
Enicospilus bantu là một loài tò vò trong họ Ichneumonidae.